# Eyþór Ingi Gunnlaugsson
Eyþór Ingi Gunnlaugsson, o Eythor Ingi (Dalvík, 29 maggio 1989), è un cantante islandese.
Il 2 febbraio 2013 è stato scelto dopo una finale nazionale per rappresentare l'Islanda all Eurovision Song Contest 2013, che è tenuto a Malmö in Svezia, con la canzone Ég á Líf (Ho una vita).. È stata notata una somiglianza del brano con le canzoni Hallelujah di Rufus Wainwright e Purple Rain di Prince.

## Discografia

### Singoli
- 2013: Ég á líf